# Otto-Friedrich von Schönberg
Otto-Friedrich (Otfried) August Leo Christoph von Schönberg (* 24. Oktober 1924 in Dresden; † 27. Juni 2008) war ein deutscher Politiker der CDU.

## Familie
Otto-Friedrich (Otfried) war der Sohn von Georg Emil Christoph von Schönberg (1880–1948) und dessen Ehefrau Carola von Montbé (1881–1971). Am 2. November 1951 heiratete er in Barntrup Elisabeth Freiin von und zu Gilsa (* 1. Juli 1930; † 10. September 2013). Das Paar hat folgende Kinder:
- Georg (* 1953) ⚭ 1984 Ursula Weißsieker (* 1953)
- Albrecht (* 1955) ⚭ 1984 Susanne Stein (* 1955)
- Friedrich (* 1957) ⚭ 1986 Renate Höltke (* 1958)
- Elisabeth (* 1963) ⚭ 1995 Ingo Landleif (* 1965)

## Ausbildung und Beruf
Nach dem Besuch des Gymnasiums legte er 1942 das Abitur ab. Er absolvierte eine landwirtschaftliche Lehre, die er 1947 mit der Gehilfenprüfung abschloss. Er belegte ein Studium an der Universität Göttingen und diplomierte 1950 zum Diplom-Landwirt. Ab 1950 war von Schönberg als Pressereferent der Versuchsstation Limburgerhof der BASF tätig. Von 1951 bis 1955 war er stellvertretender Abteilungsleiter der Versuchsabteilung Rheinstahl-Hanomag. Ab 1955 arbeitete er als selbständiger Landwirt.

## Politik
Otto-Friedrich von Schönberg war von 1957 bis 1958 Mitglied der Deutschen Partei und ab 1968 Mitglied der CDU. Von 1969 bis 1975 war er stellvertretender Kreisvorsitzender der CDU, von 1968 bis 1978 Stadtverbandsvorsitzender der CDU Barntrup. Mitglied des Rates der Stadt Barntrup wurde er 1956. Hier war er Fraktionsvorsitzender der CDU von 1969 bis 1975 und erneut ab 1979. Von 1975 bis 1979 fungierte er als Bürgermeister der Stadt Barntrup. Mitglied des Kreistages war von Schönberg von 1969 bis 1975 und Abgeordneter des Landschaftsverbandes Westfalen-Lippe von 1969 bis 1973.
Otto-Friedrich von Schönberg war vom 29. Mai 1980 bis 29. Mai 1985 Mitglied des 9. Landtages von Nordrhein-Westfalen, in den er über die Landesliste einzog.